# Antonio Rizzo (generale)
Antonio Rizzo (Caccuri, 6 agosto 1885 – Trieste, 2 febbraio 1951) è stato un generale di brigata italiano pluridecorato con ben 27 titoli onorifici.

## Biografia
Nato a Caccuri il 6 agosto 1885 da Salvatore Rizzo, originario di Crotone, e da Antonietta Cistaro, maestra di scuola elementare, intraprese la carriera militare a Napoli all'età di 20 anni; si iscrisse poi anche all'università "L'Orientale" della città partenopea, dove si laureò in Lingue orientali con ottimi voti. Una volta terminato l'addestramento venne spedito nel 1911 nel continente africano, dove partecipò alla guerra di Libia. Dopo lo scoppio della prima guerra mondiale, Rizzo prese parte alle operazioni sul fronte italiano partecipando ai combattimenti nella zona del Carso.
Nel corso degli eventi relativi alla battaglia di Caporetto, il 30 ottobre 1917 Rizzo, con il grado di maggiore, guidò i suoi soldati in un'azione di retroguardia a Codroipo contro le forze armate austro-ungariche e tedesche, per proteggere il ripiegamento delle unità italiane oltre il fiume Tagliamento; fatto prigioniero dal nemico, riuscì però a liberarsi e a fuggire, nonostante fosse ferito ad un piede, attraversando le campagne e raggiungendo il Tagliamento attraversandolo a nuoto. Nel 1918 venne messo al comando del 152º Reggimento fanteria "Sassari" e spedito nuovamente a combattere sul fronte francese.
Intorno alla metà degli anni trenta partecipò alla guerra in Africa orientale dove catturò l'ultimo ras ribelle, Destà Damtù, ottenendo così altre decorazioni e divenendo Governatore dello Stato del Gimma. Durante gli eventi della campagna dell'Africa Orientale Italiana della seconda guerra mondiale, Rizzo fu ferito e fatto prigioniero dai britannici, che gli resero poi l'onore delle armi; ammalato, fu rimpatriato in Italia sbarcando a Bari nel 1943 per poi ritirarsi a vita privata a Trieste, dove si spense improvvisamente il 2 febbraio 1951.